# Andreas Palicka
Andreas Palicka (født 10. juli 1986 i Lund) er en svensk håndboldspiller, der spiller for Paris Saint-Germain Handball. Han har tidligere optrådt for H 43 Lund, Redbergslids IK, THW Kiel, Aalborg Håndbold, Rhein-Neckar Löwen og Paris Saint-Germain.